# Wilflingen (Langenenslingen)
Wilflingen ist ein Ortsteil der Gemeinde Langenenslingen im Landkreis Biberach in Oberschwaben.

## Gemeindegliederung
Zu Wilflingen gehören der Weiler Enhofen und das Gehöft Eisighof.

## Frühgeschichte
Auf dem Gebiet des Ortsteils befinden sich 10 bis 14 Grabhügel aus der Hügelgräberbronzezeit (16.–14. Jh. v. Chr.), weitere Erdgrabhügel aus der Hallstattkultur (8.–5. Jh. v. Chr.), eine keltische Viereckschanze von rund 100 m Seitenlänge und römische Mauerreste sollen im Weiler Enhofen gefunden worden sein.
Im Zusammenhang mit der Gründungsgeschichte des Klosters St. Georgen wird Wilflingen 1086 erstmals urkundlich erwähnt. Im Rahmen der alemannischen Landnahme in Südwestdeutschland, der Namensendung auf „-ingen“, also auf ein Oberhaupt der Alemannen, hier „Wulfilo“ kann von einer Siedlungsgründung zwischen dem 6. und 7. Jahrhundert ausgegangen werden. Funde von alemannischen Reihengräbern auf der Gemarkung, die für die Zeit um das 5. bis 6. Jahrhundert typisch sind, helfen die Vermutung zu stützen.

## Schlossherrschaft

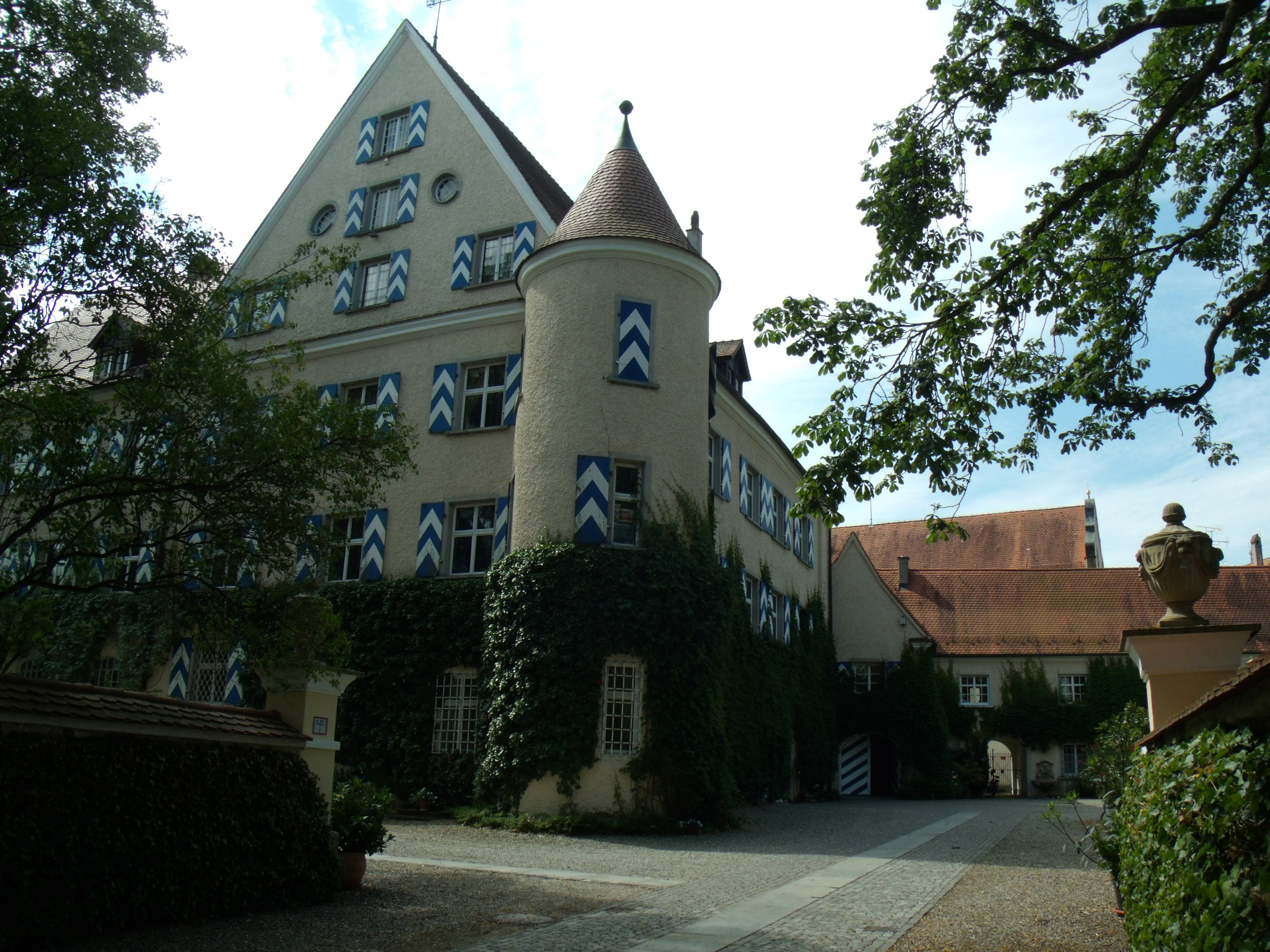
Schloss Wilflingen

Erstmals um 1086 urkundlich erwähnt, gehörte Wilflingen einst den Grafen von Veringen beziehungsweise den Grafen von Grüningen-Landau. Viele der dortigen Güter kamen durch Kauf bzw. Schenkung an das Kloster Heiligkreuztal. 1437 verkauften die Grafen von Hornstein ihr Schloss Wilflingen und die Orte Groß- und Klein-Wilflingen an den Truchsess Hans von Bichishausen. Durch Heirat mit dessen Tochter gelangte 1454 Werner Schenk von Stauffenberg in den Besitz.
Das Gebäudeensemble bestehend aus Schloss mit ummauertem Schlossgarten, Kirche, Pfarrhaus, Oberförsterei, Rentamt und Gasthaus zum Löwen, prägen den Ort bis heute. Von Januar bis April 1945 wurde ein Teil der Vichy-Regierung, darunter Premierminister Pierre Laval und 13 Minister, im Wilflinger Schloss interniert und dort von der Gestapo überwacht. Anfang September 1944 war die gesamte französische Marionettenregierung unter Marschall Pétain und damit zunächst auch Laval nach Abschluss des Vormarsches der alliierten Truppen in Frankreich im Schloss Sigmaringen einquartiert worden. Im Mai 1945 erreichten alliierte Truppen Wilflingen. Das Schlossgut wird bis heute von den Freiherren Schenk von Stauffenberg bewirtschaftet.

## Pfarrkirche
Die barocke Pfarrkirche, in unmittelbarer Nachbarschaft zum Stauffenberg-Schloss, wurde ab 1727 als Ersatz für einen baufälligen Vorgängerbau neu errichtet. Ein direkter Zugang führt vom Schloss auf die obere der beiden Emporen. Der Bauherr war der Konstanzer Fürstbischof Johann Franz Schenk von Stauffenberg, der den Kirchenneubau mit 6000 fl. finanzierte. Bereits 1728 vollendete man den Turm; 1727 entstanden die Seitenaltäre, 1731 der Hochaltar. Dennoch wurde die Kirche erst 1745 geweiht, mit dem neuen Patrozinium St. Johann Nepomuk. Oben am Hochaltar ist ein Wappen des fürstbischöflichen Bauherrn angebracht. Den Hochaltar zieren Frühwerke des Bildhauers Johann Joseph Christian.

## 20. Jahrhundert
Im Jahre 1912 erhielt Wilflingen eine erste Wasserleitung und 1914 einen Anschluss an das Stromnetz. 1936 wurde Wilflingen dem inzwischen aufgelösten Landkreis Saulgau zugeordnet.

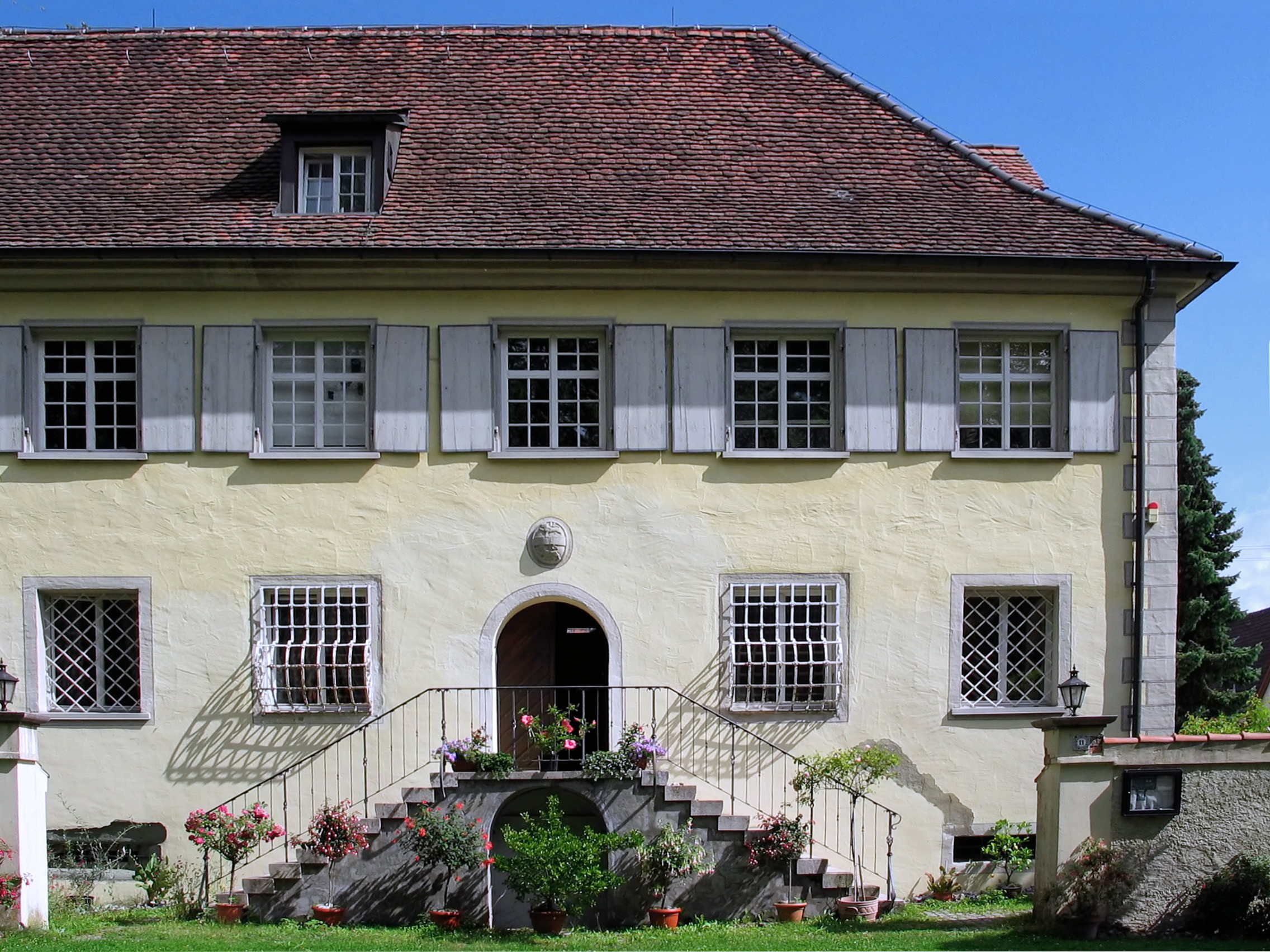
Ernst-Jünger-Museum im Stauffenberg’schen Forsthaus (2011)

1999 wurde das Stauffenberg'sche Forsthaus zu einem Jünger-Museum umgestaltet. Der Schriftsteller Ernst Jünger hatte von 1951 bis zu seinem Tod 1998 dieses Haus bewohnt. Jünger wurde dort u. a. von Bundespräsident Theodor Heuss, Bundeskanzler Helmut Kohl, dem französischen Präsidenten François Mitterrand, dem spanischen Ministerpräsidenten Felipe González, dem argentinischen Schriftsteller Jorge Luis Borges, dem baden-württembergischen Ministerpräsidenten Erwin Teufel, vom Chemiker Albert Hofmann und den Schriftstellern Bruce Chatwin und Heiner Müller besucht. Ebenfalls traf er 1986 in Wilflingen Anton Graf Schwerin von Krosigk, den Sohn des ehemaligen Reichsfinanzminister des NS-Regimes Johann Ludwig Graf Schwerin von Krosigk.
Am 1. Januar 1975 wurde Wilflingen in die Gemeinde Langenenslingen eingegliedert.

## Wappen
Das Wappen stammt aus dem Jahre 1970. Es beinhaltet einen stehenden rot bezungten blauen Wolf, der über einer bewurzelten grünen Lindenstange mit zwei grünen Blättern auf silbernem Grund steht. Der Wolf bezieht sich auf den Ortsnamen Wilflingen und auf den früheren Patron der Pfarrkirche St. Lupus.